# Приходько Максим Анатолійович
Макси́м Анато́лійович Прихо́дько (1983—2022) — український військовослужбовець, учасник російсько-української війни, кавалер ордена «За мужність» III ступеня (2024, посмертно).

## Життєпис
Народився 13 червня 1983 року в місті Петропавловськ-Камчатський в родині військового; виростав із двома старшими братами .На початку 1990-х родина повернулась у село Некрасове на Глухівщині — де було коріння обох батьків.
Проживав у селі Некрасове, Шосткинського району. Працював у поліції, 2016 року підписав контракт із ЗСУ.
Загинув 9 березня 2022 року в селі Лукашівка Чернігівської області.
Без Максима лишились донька, дружина, мама; брат. Брат Григорій (16-й мотопіхотний батальйон) зник безвісти восени 2022 року в бою на Донеччині.
Похований 2 серпня 2022 року в селі Некрасове.

## Нагороди
- Орден «За мужність» III ступеня (2024, посмертно)[1].